# Liceo classico Cristoforo Colombo
Il liceo Classico e Linguistico Statale Cristoforo Colombo è un istituto comprensivo di Genova, sito in via Dino Bellucci nel centro storico di Genova, tra la basilica dell'Annunziata, la chiesa di Nostra Signora del Carmine e Sant'Agnese e l'orto botanico dell'Università di Genova.

## Storia

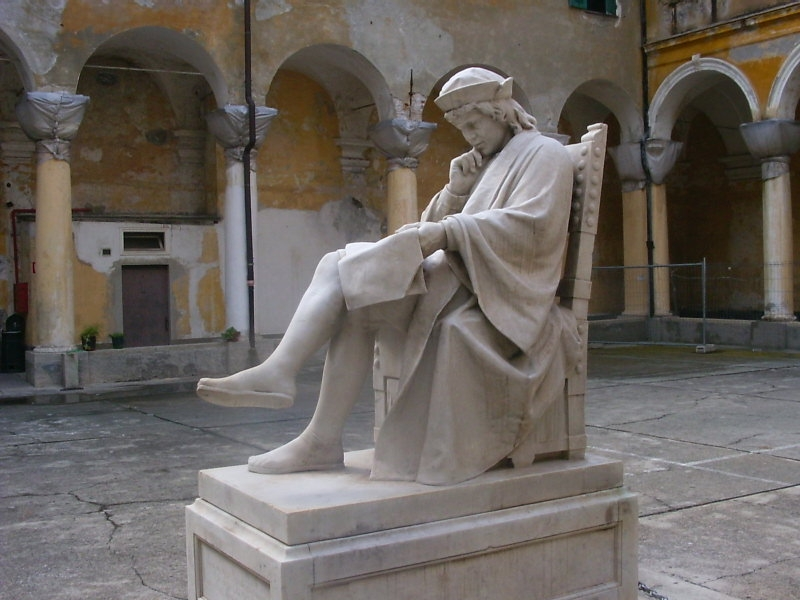
Statua di Cristoforo Colombo nel cortile del liceo realizzata dallo scultore Francesco Caroni nel 1892

Il liceo nacque nel 1573 come collegio-convitto annesso al seminario dei Gesuiti (in seguito sede dell'università di Genova e della biblioteca universitaria. Divenne liceo imperiale napoleonico nel 1808 quindi nel 1816 fu trasformato in collegio reale sabaudo. Fino al 1884 fu l'unico liceo genovese. Nel 1892 venne intitolato a Cristoforo Colombo e la statua del navigatore che lo raffigura, collocata nel cortile principale ed opera di Francesco Caroni, è dello stesso anno.
L'istituto è stato frequentato da diversi personaggi illustri, come Giuseppe Mazzini, Camillo Sbarbaro, Giulio Natta, Emanuele Luzzati, Fabrizio De André ed Enzo Tortora.